# Tête de liste des étalons en Allemagne
Cette liste énumère les étalons pur-sang anglais dont les produits ont remporté le plus de gains en une année en Allemagne, dans les courses de plat uniquement.
- 1911 - Ard Patrick
- 1912 - Hannibal
- 1913 - Ard Patrick
- 1914 - Ard Patrick
- 1915 - Nuage
- 1916 - Nuage
- 1917 - Nuage
- 1918 - Dark Ronald
- 1919 - Dark Ronald
- 1920 - Dark Ronald
- 1921 - Dark Ronald
- 1922 - Dark Ronald
- 1923 - Fervor
- 1924 - Fervor
- 1925 - Fervor
- 1926 - Fervor
- 1927 - Prunus
- 1928 - Prunus
- 1929 - Prunus
- 1930 - Wallenstein
- 1931 - Herold
- 1932 - Prunus
- 1933 - Herold
- 1934 - Prunus
- 1935 - Oleander
- 1936 - Flamboyant
- 1937 - Oleander
- 1938 - Oleander
- 1939 - Oleander
- 1940 - Oleander
- 1941 - Oleander
- 1942 - Oleander
- 1943 - Oleander
- 1944 - Oleander
- 1945 - pas de courses en Allemagne
- 1946 - Alchimist
- 1947 - Alchimist
- 1948 - Wahnfried
- 1949 - Arjaman
- 1950 - Ticino
- 1951 - Ticino
- 1952 - Ticino
- 1953 - Ticino
- 1954 - Ticino
- 1955 - Ticino
- 1956 - Ticino
- 1957 - Ticino
- 1958 - Ticino
- 1959 - Neckar
- 1960 - Neckar
- 1961 - Mangon
- 1962 - Neckar
- 1963 - Neckar
- 1964 - Neckar
- 1965 - Neckar
- 1966 - Orsini
- 1967 - Birkhahn
- 1968 - Birkhahn
- 1969 - Orsini
- 1970 - Birkhahn
- 1971 - Orsini
- 1972 - Kronzeuge
- 1973 - Kaiseradler
- 1974 - Orsini
- 1975 - Appiani II
- 1976 - Kaiseradler
- 1977 - Kaiseradler
- 1978 - Alpenkönig
- 1979 - Dschingis Khan
- 1980 - Priamos
- 1981 - Dschingis Khan
- 1982 - Priamos
- 1983 - Frontal
- 1984 - Frontal
- 1985 - Surumu
- 1986 - Surumu
- 1987 - Nebos
- 1988 - Königsstuhl
- 1989 - Surumu
- 1990 - Surumu
- 1991 - Surumu
- 1992 - Surumu
- 1993 - Acatenango
- 1994 - Königsstuhl
- 1995 - Acatenango
- 1996 - Königsstuhl
- 1997 - Acatenango
- 1998 - Dashing Blade
- 1999 - Acatenango
- 2000 - Monsun
- 2001 - Acatenango
- 2002 - Monsun
- 2003 - Big Shuffle
- 2004 - Monsun
- 2005 - Big Shuffle
- 2006 - Monsun
- 2007 - Monsun
- 2008 - Samum
- 2009 - Big Shuffle
- 2010 - Areion
- 2011 - Big Shuffle
- 2012 - Big Shuffle
- 2013 - Areion
- 2014 - Tertullian
- 2015 - Areion
- 2016 - Soldier Hollow
- 2017 - Areion
- 2018 - Soldier Hollow
- 2019 - Soldier Hollow
- 2020 - Adlerflug
- 2021 - Adlerflug
- 2022 - Adlerflug
- 2023 - Sea The Moon
- 2024 - Sea The Moon